# Droga wojewódzka 775
Die Droga wojewódzka 775 (DW 775) ist eine 30 Kilometer lange Droga wojewódzka (Woiwodschaftsstraße) in der polnischen Woiwodschaft Kleinpolen, die Słomniki mit Ispina verbindet. Die Strecke liegt im Powiat Krakowski und im Powiat Proszowicki.

## Streckenverlauf
Woiwodschaft Kleinpolen, Powiat Krakowski
-  Słomniki (DK 7)
- Brończyce
- Waganowice
- Czechy

Woiwodschaft Kleinpolen, Powiat Proszowicki
- Przesławice
- Piotrkowice Małe
-  Proszowice (DW 776)
- Kowala
- Szpitary
-  Nowe Brzesko (DK 79)
-  Ispina (DW 964)